# محمد قاسمی (بازیکن هندبال)
محمد قاسمی (زاده ۱۳۶۹ در کازرون) بازیکن تیم ملی هندبال ایران و آقای گل جام باشگاه های هندبال جهان در سال ۲۰۱۷ است.
او همچنین آقای گل دو دوره لیگ برتر هندبال ایران است. قاسمی در حال حاضر عضو باشگاه هندبال نیروی زمینی شهید شاملی کازرون است او در باشگاه نفت و گاز گچساران در آخرین دوره جام باشگاه های هندبال جهان در سال ۲۰۱۷ به مقام هفتم دست یافت و خود نیز عنوان آقای گل این مسابقات را کسب کرد.
قاسمی سابقه حضور در تیم های هندبال شهرداری کازرون و نیروی زمینی تهران را در کارنامه دارد.